# أرتيشيا جيلبرت
أرتيشيا غارسيا جيلبرت (1868-1904) (المعروفة أيضًا باسم أرتيشيا جيلبرت-ويلكرسون) كانت طبيبة أمريكية من أصل أفريقي ومن المرجح أنها أول امرأة أمريكية من أصل أفريقي مرخصة لممارسة الطب في ولاية كنتاكي الأمريكية. بعد حصولها على درجتي البكالوريوس والماجستير في كنتاكي، حصلت جيلبرت على شهادتها الطبية في واشنطن العاصمة. وخلال فترة تعليمها، قامت جيلبرت بالتدريس في جامعتها الأم وبعد حصولها على ترخيصها واصلت تدريس وممارسة الطب في لويفيل.

## النشأة
ولدت أرتيشيا غارسيا جيلبرت في 2 يونيو 1868، في مانشستر، مقاطعة كلاي، كنتاكي، لأماندا (تكنى هوبر) ووليام جيلبرت. كانت الأصغر بين طفلين. كان والداها مزارعين، وحتى بلغت السادسة من عمرها، هاجر والدها إلى مجتمعات مختلفة، إذ لم يكن للعائلة مكان إقامة ثابت. في كل مكان عاشوا فيه، تعرفت جيلبرت على المعلمين المحليين، وسرعان ما تعلمت التهجئة والقراءة. في عام 1878، انتقل والداها إلى لويزفيل ودخلت المدارس العامة، وبقيت هناك لمدة ثلاث سنوات.
في عام 1881، تحول جيلبرت إلى المسيحية ودخلت المعهد العادي واللاهوتي الذي يديره القس وليام ج. سيمونز (الذي عرف لاحقًا باسم جامعة الولاية). في عام 1885 تخرجت من المعهد العادي واللاهوتي والتحقت بالدراسات الجامعية. عندما كانت طالبة، قامت جيلبرت بالتدريس في مدرسة الأحد وقامت بوظائف مختلفة لمساعدة والدتها في دفع تكاليف التعليم لها. تخرجت بدرجة أ.ب. (بكالوريوس الآداب) حصلت على درجة علمية عام 1889 كطالبة متفوقة على فصلها.

## الحياة المهنية
عند الانتهاء من تعليمها، بدأت جيلبرت العمل كمحررة لمجلة نسائنا وأطفالنا، ولكن عندما عُرض عليها منصب تدريسي في عام 1890 في جامعتها الأم، تولت منصب معلمة اللغة الإنجليزية ومعلمة قواعد اللغة اليونانية. كمتحدثة مشهورة في جولات المؤتمر التعليمي المعمداني للنساء، تحدثت جيلبرت في العديد من المنظمات التي عقدت في جميع أنحاء الجنوب الأمريكي وعملت ممثلة في المؤتمرات المعمدانية الوطنية. أصبحت أيضًا رئيسة جامعة الولاية وعملت في مجلس إدارة دار الأيتام الملونين، وكذلك رئيسة العديد من المجموعات النسائية. كانت مرتبطة بنادي بيل للتطريز، وفرقة اتحاد السيدات، وأبناء وبنات كالفاري، وأبناء وبنات الصباح، ومجلس الاتحاد النسائي، والنادي الصناعي النسائي، ونادي التحسين النسائي. التحقت جيلبرت بكلية لويزفيل الطبية الوطنية التي يديرها أمريكيون من أصل أفريقي والتي لم تدم طويلًا (1881-1911)، وحصلت على درجة الماجستير في الآداب في عام 1893. بعد ذلك، حصلت على ما كان على الأرجح أول ترخيص طبي يصدر لامرأة أمريكية من أصل أفريقي في ولاية كنتاكي، بعد اجتياز امتحان الترخيص.
افتتحت جيلبرت عيادتها الطبية في 938 شارع دوميسنيل، لويزفيل وبقيت مدرجة في سجلات الأطباء الوطنية في هذا العنوان حتى عام 1902. في عام 1896، واصلت جيلبرت تعليمها في جامعة هوارد في واشنطن العاصمة، وحصلت على درجة الدكتوراه في الطب بعد تخرجها في العام التالي. أثناء وجودها في العاصمة، التقت ببرنارد أورانج B.O. ويلكرسون، وتزوجته في 1 يونيو 1897 في مدينة نيويورك. بعد عودتها إلى لويزفيل، عملت جيلبرت كمساعدة لأستاذ طب التوليد في القسم الطبي بجامعة الولاية وكانت المشرفة على مصحة الصليب الأحمر في لويزفيل. كان لديها ثلاثة أطفال: برنارد أورانج الابن، وأرتيشيا غارسيا جونيور، ورضيع ذكر كان عمره أسبوعين وقت وفاة جيلبرت.

## الموت والإرث
توفيت جيلبرت بعد أسبوعين من ولادة طفلها الأصغر ودُفنت في 2 أبريل 1904 في مراسم حضرها على نطاق واسع أفراد العائلة والأصدقاء وزملاء العمل.